# Eutelia snelleni
Eutelia snelleni là một loài bướm đêm trong họ Noctuidae.